# Yen Chia-kan
Dans ce nom chinois, le nom de famille, Yen, précède le nom personnel Chia-kan.
Yen Chia-kan (嚴家淦), né le 23 octobre 1905 à Suzhou et mort le 24 décembre 1993 à Taipei, est un homme d'État chinois. Il est président de la république de Chine de 1975 à 1978.

## Biographie
En réponse à l'hyperinflation causée par la guerre civile, la Banque de Taïwan, dont Yen Chia-kan est alors gouverneur, commence en juin 1949 le « nouveau dollar de Taïwan ». Yen fait également importé 10 000 tonnes de riz. Le déclenchement de la guerre de Corée un an plus tard, puis l'arrivée de l'aide américaine permettent finalement de stabiliser le prix des marchandises.
Yen Chia-kan est ministre des Finances de 1950 à 1954, gouverneur de la province de Taïwan de 1954 à 1957, de nouveau ministre des Finances de 1958 à 1963, puis Premier ministre de 1963 à 1972. Parallèlement, il est élu vice-président en 1966 et réélu en 1972. 
À la mort de Tchang Kaï-chek en 1975, il lui succède comme président de la république de Chine et achève son mandat. En 1977, il est le premier président de la République de Chine (Taïwan) a effectué un voyage diplomatique à l'étranger, en se rendant en Arabie saoudite, l'un des rares pays à maintenir des relations avec le gouvernement effectif de Taïwan.
En 1978, il laisse la place à Chiang Ching-kuo, fils de son prédécesseur.